# Boleslav I al Poloniei
Boleslav I al Poloniei (alte denumiri Boleslas sau Boleslav Cel Viteaz, în poloneză: Boleslav I Chrobry, (n. 967 d.Hr., Poznań, Polonia – d. 17 iunie 1025, Gniezno, voievodatul Polonia Mare, Polonia), cunoscut în trecut și ca Boleslav Cel Mare, a fost duce al Poloniei în perioada dintre anii 992-1025 și primul rege al Poloniei în 1025. Boleslav a fost fiul lui Mieszko I care a fost duce al Poloniei și al primei sale soții, prințesa Dubrawka a Boemiei. A fost numit după bunicul din partea mamei. 
Boleslav I a fost un remarcabil politician, strateg și om de stat. A transformat Polonia într-o țară care nu numai că era comparabilă cu monarhiile occidentale mai mari, dar, de asemenea, a adus-o în elita europeană. Boleslav I a purtat mai multe campanii militare de succes în vest, sud și în est. A consolidat ținuturile poloneze și teritoriile cucerite din afara granițelor moderne ale Poloniei, cum ar fi Slovacia, Moravia, Rutenia Roșie, Meissen și Luzația, dar și Boemia. A fost un puternic mediator în cadrul afacerilor europene centrale.
Boleslav a fost un aliat al împăratului Sfântului Imperiu Roman Otto al III-lea, cel care s-ar putea să-l fi încoronat ca rex. După moartea lui Otto al III-lea în 1002, a purtat mai multe războaie de succes împotriva Sfântului Imperiu Roman. Vărul lui Otto al III-lea și moștenitorul acestuia, Henric al II-lea, a încheiat cu Boleslav I pacea de la Bautzen din 1018. În vara anului 1018, într-una dintre cele mai cunoscute expediții ale sale, Boleslav I a capturat Kievul, unde, conform legendei, și-a crestat sabia lovind Poarta de Aur din Kiev. Mai târziu, o sabie numită Szczerbiec ("Sabia crestată") va deveni sabia ceremonială folosită la încoronarea regilor Poloniei.
Boleslav I a reușit să pună bazele bisericii poloneze, întemeind o Mitropolie la Gniezno independentă de Arhiepiscopia germană din Magdeburg, care încercase să pretindă zone poloneze. În timpul celebrului Congres de la Gniezno a eliberat oficial biserica de tributul către Sfântul Imperiu Roman și, în final, la apogeul domniei sale, s-a auto-încoronat rege, fiind primul conducător polonez care a făcut acest lucru.
El a fost un administrator capabil care a instituit așa-numita "lege domnească" și a construit numeroase forturi, biserici, mănăstiri și poduri. Boleslav I a creat primul sistem monetar polonez, cu grzywna împărțită în 240 de dinari și a bătut monedă proprie. Este considerat ca fiind unul dintre cei mai capabili și strălucitori conducători ai dinastiei Piaștilor.

## Viața

### Tinerețe

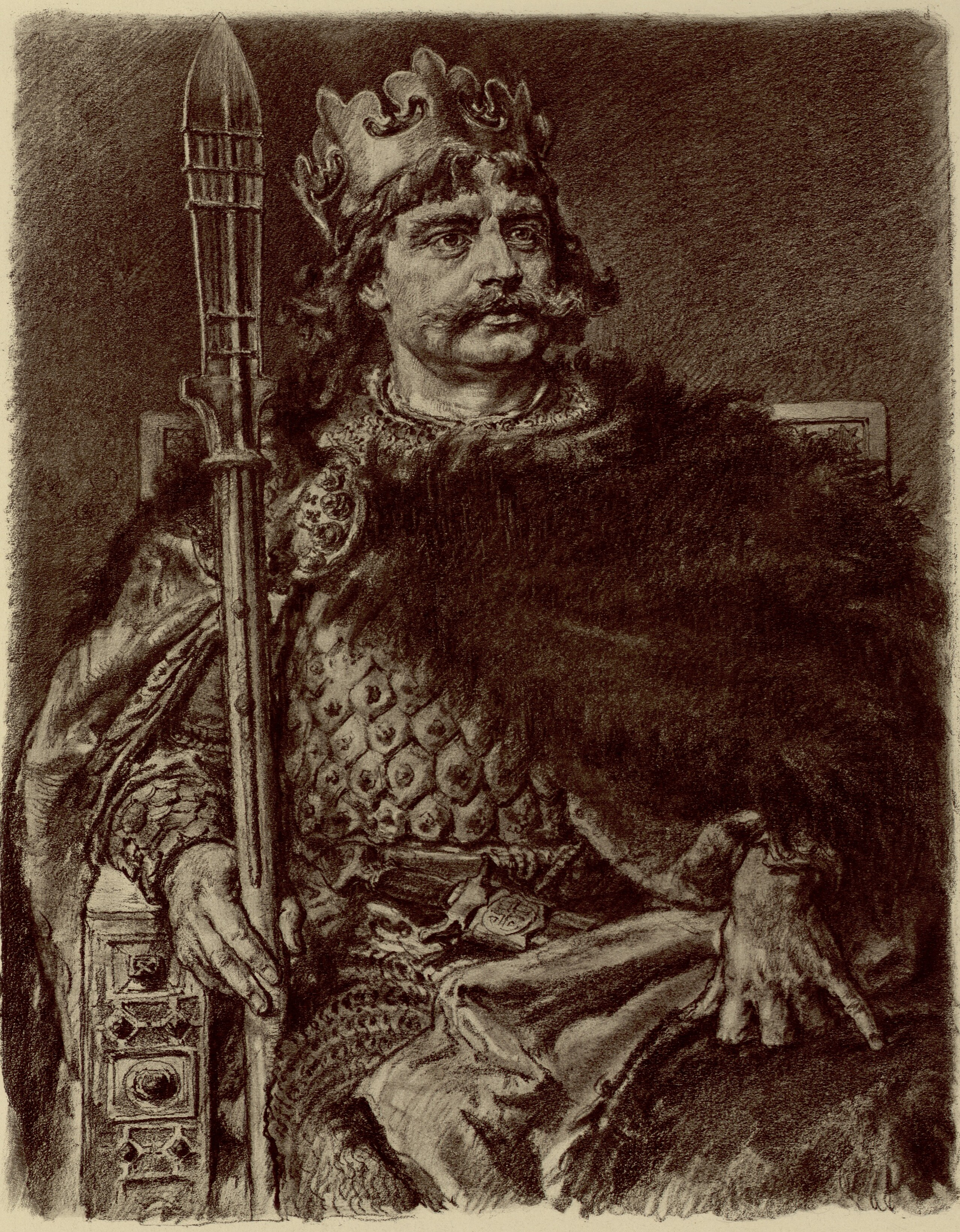
Boleslav cel Viteaz, ilustrat de Jan Matejko

Boleslav I s-a născut în Poznań ca primul copil al lui Mieszko I, Duce al Poloniei și al soției acestuia, Dobrawa, prințesă de Boemia. La vârsta de șase ani este posibil să fi fost trimis la curtea imperială din Germania ca ostatic, potrivit acordurilor cu Dieta Imperială de la Quedlinburg (deși istoricii contestă acum acest detaliu). O altă teorie afirmă că Boleslav a stat o perioadă, în anii 980, la curtea unchiului său din partea mamei, ducele Boleslav al II-lea cel Pios al Boemiei. 
În 984, la dorința tatăl său, Boleslav -care avea optsprezece ani în acel moment- s-a căsătorit cu fiica lui Rikdag, Margrav de Meissen, fiică care probabil că se numea Hunilda sau Oda. Se crede că, după această uniune, a devenit conducătorul Poloniei Mici cu capitala la Cracovia. Moartea Margravului Rikdag în 985 a făcut ca această căsătorie să nu mai aibă nicio valoare politică și la scurt timp după aceea a fost anulată iar Hunilda repudiată.
La sfârșitul anului 985, probabil că la îndemnul ducelui Boleslav al II-lea cel Pios, Boleslav I s-a căsătorit cu o prințesă maghiară necunoscută cu care a avut un fiu, Bezprym. În literatura veche este identificată ca fiind prințesa Judith, fiica lui Géza, Marele Duce al Ungariei. Deși opiniile sunt împărțite cu privire la identitatea celei de-a doua soții a lui Boleslav I, un număr mare de cercetători susțin în continuare ipoteza că aceasta era fiica lui Géza. Cu toate acestea, această uniune s-a dovedit a fi tot de scurtă durată, cel mai probabil din cauza deteriorării relațiilor politice dintre Polonia și Ungaria, astfel că în jurul anului 987 căsătoria a fost anulată.
După 989, deși probabil că încă din 987, Boleslav I s-a căsătorit cu Emnilda, fiica lui Dobromir, un prinț slav din Luzația. Ca urmare a acestei căsătorii a avut o fiică, pe Regelinda, și un fiu, viitorul rege Mieszko al II-lea, o altă fiică și încă un fiu, pe Otton. În acest moment domnia lui Boleslav I asupra Poloniei Mici i-ar fi adus Boemia. Presupunând că așa s-a întâmplat, el ar fi adăugat această provincie la Polonia numai după moartea Ducelui Boleslav al II-lea cel Pios, în 999. Cu toate acestea, presupunând că Mieszko I a preluat controlul asupra Poloniei Mici în 990 (lucru care probabil că s-a întâmplat), Boleslav I ar fi primit domnia asupra Poloniei Mici de la tatăl său, dar fără ca teritoriul său să fie inclus în domeniul coroanei poloneze. Boleslav I nu apare în rezumatul supraviețuitor al documentului Dagome Iudex, și, ca atare, se poate presupune că Polonia Mică era deja recunoscută ca moștenire a lui Boleslav I, în timp ce cei doi frați vitregi ai săi, Mieszko și Lambert, fiii lui Mieszko I cu Oda, a doua soție a sa, împărțeau restul regatului între ei. O alta teorie explică absența lui Boleslav I din documentul respectiv printr-un vechi obicei slav, prin care copiii își primeau moștenirea de îndată ce ajungeau la vârsta majoratului. Astfel, Boleslav ar fi primit Cracovia, ca parte a moștenirii tatălui său înainte de scrierea Dagome iudex.

### Ascensiune

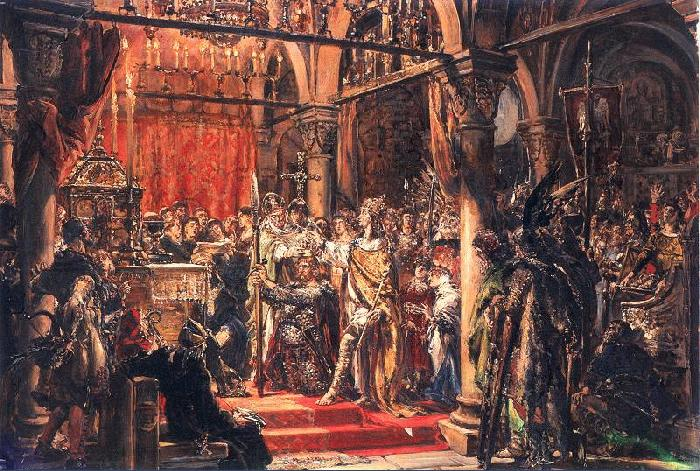
Boleslav I este încoronat, pictură în ulei de Jan Matejko

Circumstanțele în care Boleslav I a preluat controlul țării în urma morții tatălui său, Mieszko I, au prognozat ceea ce avea să devină mai târziu o practică răspândită în rândul dinastiei Piast. Această preluare a puterii a constat într-o luptă pentru dominație, de obicei una militară, între urmașii aproape a fiecărui monarh decedat din dinastia Piast. Boleslav I nu a fost o excepție, iar la scurt timp după moartea lui Mieszko I (25 mai 992), el a alungat-o pe mama sa vitregă Oda și pe cei doi frați vitregi, care ar fi fost considerați concurenți la moștenirea tronului, mai ales pe baza informațiilor din Dagome iudex. Circumstanțele exacte ale ascensiunii lui Boleslav I la funcția de Duce al Poloniei sunt necunoscute, dar se știe că până în iunie era conducătorul necontestat al Poloniei - din moment ce Otto al III-lea i-a cerut ajutor militar în vara anului 992. De asemenea, imediat după obținerea controlului deplin asupra Poloniei, Boleslav I a înăbușit opoziția baronilor, orbind doi dintre conducătorii acestora, pe magnații Odylen și Przybywoj. Pe cât de crudă a fost o astfel de pedeapsă, pe atât s-a dovedit a fi și cea mai eficientă, ducând la o ascultare totală a supușilor săi deoarece, din acel moment, nu a existat nicio mențiune cu privire la orice fel de provocare internă a poziției sale.

### Expansiune a teritoriului

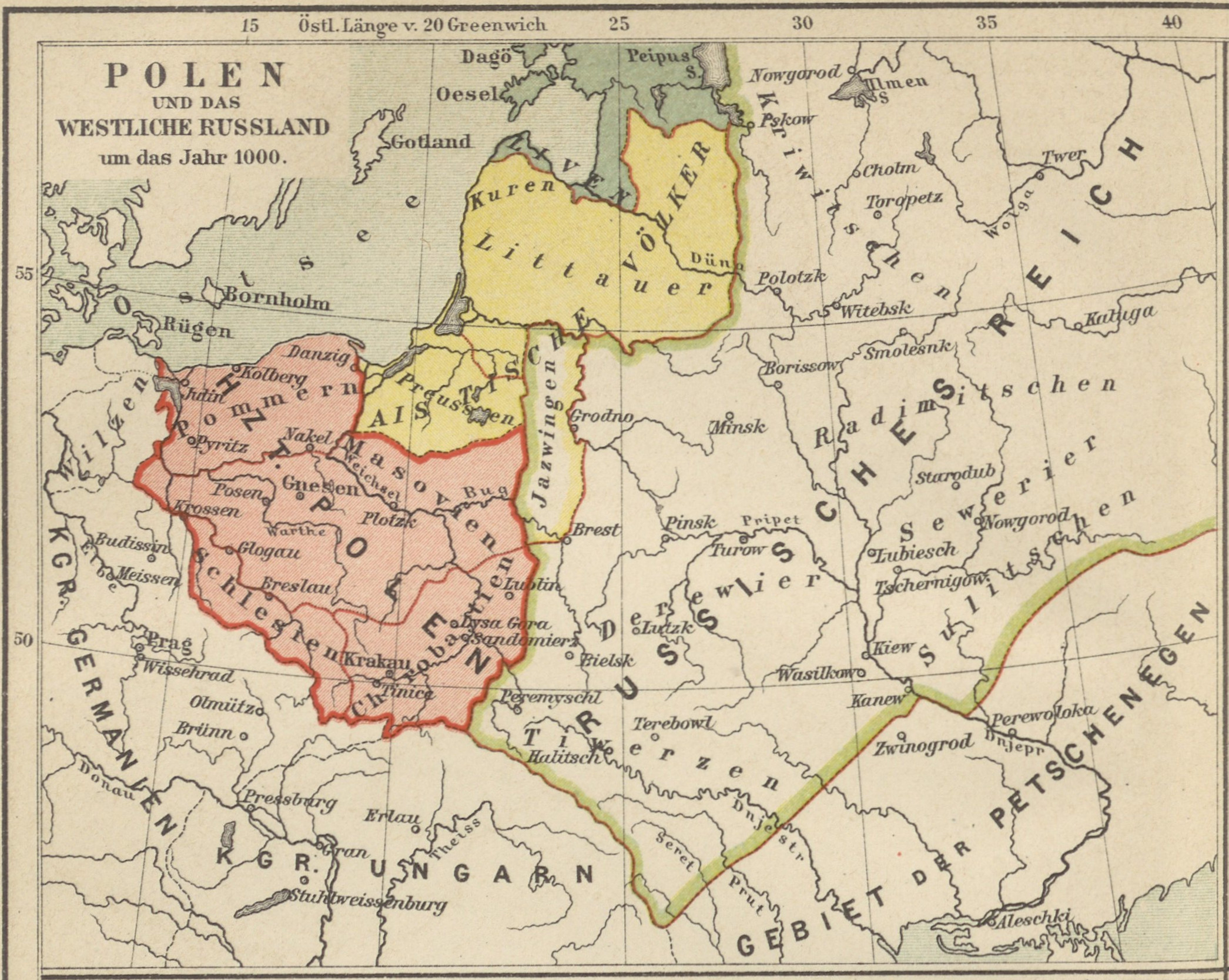
Polonia la începutul domniei lui Boleslav I

Boleslav I a moștenit de la tatăl său un teritoriu care avea aproape aceiași dimensiune ca Polonia din zilele noastre. Acesta era centrat pe nucleul ținutului Polanilor, viitoarea Polonia Mare (poloneză Wielkopolska). Polonia Mare cuprindea valea râului Warta, se întindea spre nord până la Râul Noteć, iar înspre sud cuprindea Kalisz. În afara acestui nucleu incipient, Polonia conținea zonele înconjurătoare cucerite de către tatăl lui Boleslav I, Mieszko I, acestea fiind: părți ale Pomeraniei la nord, inclusiv Kolobrzeg în vest și Gdańsk în est, Mazovia cu capitala la Płock la est și Silezia la sud-vest. Este contestat faptul dacă Polonia Mică, centrată în jurul Cracoviei, era încorporată în statul polonez condus de Mieszko I înainte de 992 sau dacă a fost adăugată de Boleslav în 999. Oricum, în anul 1000 Boleslav I era stăpânul unui domeniu mai mare decât Anglia contemporană, Danemarca sau Burgundia.

### Duce al Poloniei

#### Primii ani (992–1000)

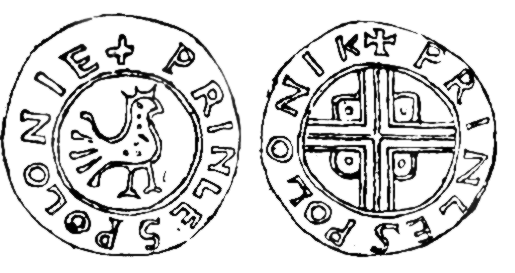
Dinar emis de Boleslav cel Viteaz în secolul al XI-lea având inscripția în latină Princes Polonie

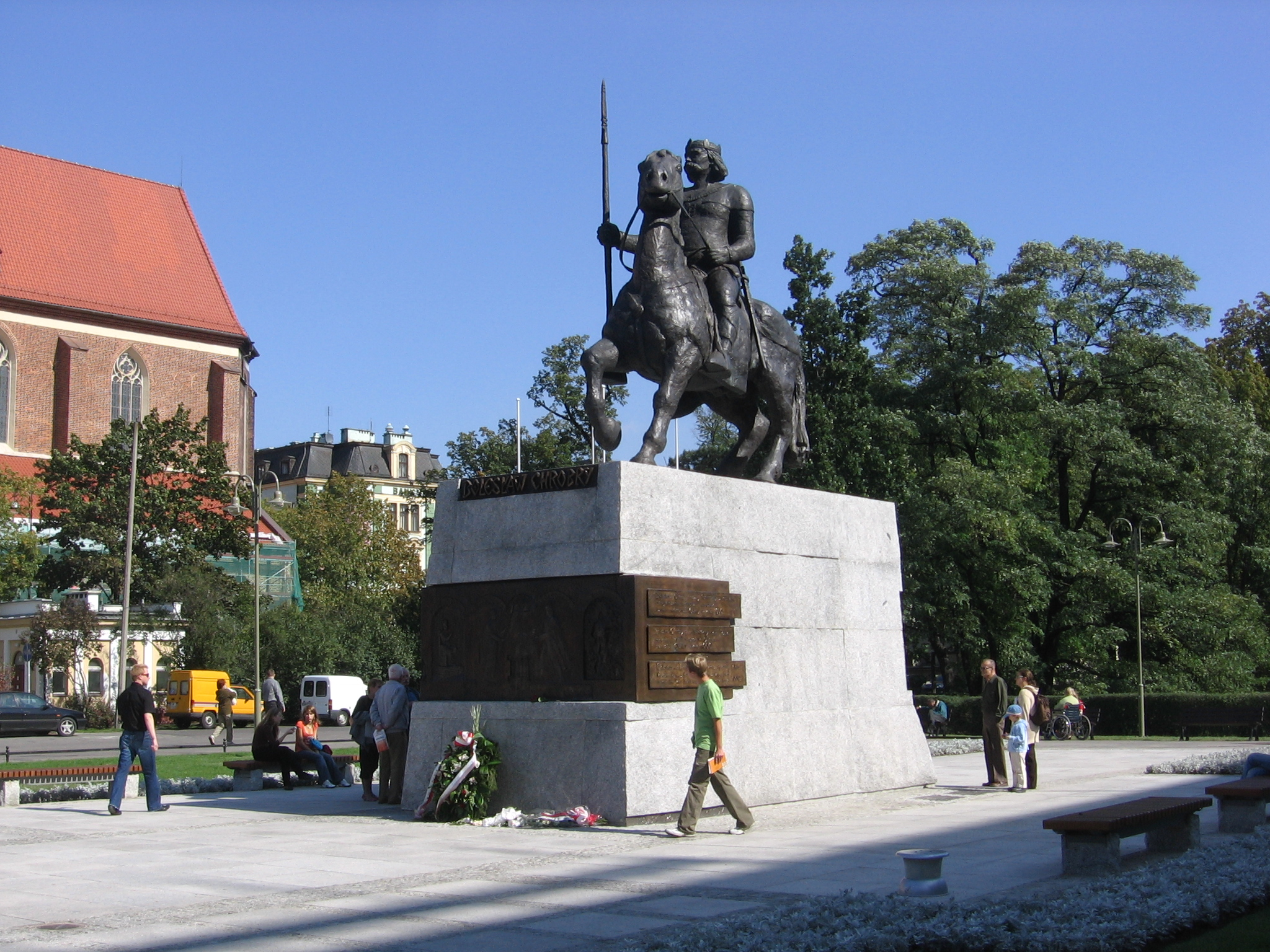
Statuia lui Boleslav I cel Viteaz la Wrocław

Pe baza lipsei oricărei înregistrări privind activitățile sale internaționale, se pare că Boleslav I a petrecut primii ani ca domnitor mai mult preocupat de obținerea și păstrarea tronului decât de încercările de a cuceri ținuturi din afara țării. Aceasta este perioada de consolidare a puterii în care s-a aliat cu Otto al III-lea, împăratul Germaniei, în 995 ajutându-l pe Sfântul Împărat Roman în expediția sa împotriva regiunii Luzația.
Încercând să-și extindă influența asupra teritoriului prusac, Boleslav a încurajat misiunile de creștinare a ținuturilor prusace. Cea mai faimoasă dintre acestea a fost misiunea lui Vojtech din clanul princiar Slavník din Boemia, fost episcop al orașului Praga. Cunoscut sub numele de Adalbert din Praga la moartea lui Adalbert de Magdeburg în 981, misiunea lui Adalbert a avut loc în 997 și s-a încheiat cu martiriul misionarului în mâinile prusacilor păgâni în luna aprilie a anului 997, pe coasta Mării Baltice în imediata apropiere a cetății Truso (lângă orașul modern Elbląg). Rămășițele misionarului au fost oferite pentru răscumpărare de către prusaci, dar conducătorii Boemiei din dinastia Přemyslid au refuzat să plătească pentru trupul lui Adalbert (Vojtech). Cu toate acestea, trupul a fost cumpărat de către Ducele Boleslav I care a plătit greutatea sa în aur și l-a îngropat la Gniezno. În 999 episcopul Adalbert a fost canonizat ca Sf. Adalbert de către Papa Silvestru al II-lea. A devenit mai târziu sfântul patron al Boemiei, Poloniei, Ungariei și al Prusiei. Canonizarea lui Vojtech a crescut prestigiul bisericii poloneze în Europa și prestigiul statului polonez pe arena internațională.

#### Congresul de la Gniezno și alianța cu Sfântul Imperiu Roman (1000–1002)

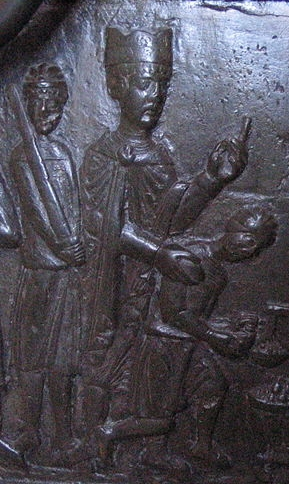
Boleslav I asa cum este prezentat pe Porțile din Gniezno, mijlocul secolului al XII-lea

Până în anul 1000, Boleslav I și-a consolidat poziția sa de Duce (Dux) al Poloniei. Nu numai că nu a avut nicio opoziție internă, dar de asemenea a câștigat respectul Sfântului Împărat Roman Otto al III-lea (980-1002). În consecință, în anul 1000 Otto al III-lea a vizitat Polonia sub pretextul unui pelerinaj la mormântul prietenului său, episcopul Adalbert (Vojtech) recent canonizat. Pe lângă motivația religioasă, călătoria lui Otto al III-lea prevedea, de asemenea, o agendă politică puternică: el a avut intenția de a reînnoi Sfântul Imperiu Roman pe baza unui concept federal numit Renovatio Imperii Romanorum. Pe baza acestuia, ducatul polonez și cel maghiar urmau să devină așa-zisele federati răsăritene ale imperiului.
Împăratul dorea să evalueze puterea Poloniei și să stabilească statutul său în cadrul Sfântului Imperiu Roman. Congresul de la Gniezno, la care Boleslav s-a întreținut cu oaspetele său distins, este unul dintre episoadele cele mai faimoase ale istoriei medievale poloneze. În timpul pe care împăratul l-a petrecut în Polonia, Boleslav nu a ascuns bogăția țării sale, de fapt, el i-a arătat prosperitatea la fiecare pas încercând să-l uimească pe împărat. Printre alte daruri pe care domnitorul polonez le-a oferit împăratului Otto al III-lea au fost și 300 de cavaleri cu armuri grele, în timp ce împăratul i-a oferit drept cadou o copie a lancei Sfântului Maurice. Evident, Otto al III-lea a fost impresionat de ceea ce a văzut și a decis că Polonia ar trebui să fie tratată ca un regat pe picior de egalitate cu Germania și Italia și nu ca un ducat tributar ca Boemia. Otto al III-lea avea intenția de a reînnoi Imperiul pe baza unui concept federal numit "Renovatio Imperii Romanorum" într-un cadru federal, ducatele poloneze și maghiare urmând să fie modernizate ca federati de est ale imperiului. În acest scop împăratul a pus coroana sa imperială pe fruntea lui Boleslav I și i-a oferit titlurile de frater et cooperator Imperii ("Frate și Partener al Imperiului") și populi Romani amicus et socius. De asemenea, el l-a ridicat pe Boleslav I la demnitatea de patricius sau "premergător al națiunii romane". Acest episod a fost mult timp un subiect de dezbateri aprinse între istorici. Unii istorici văd acest lucru ca pe un act de favoare între un împărat și vasalul acestuia, alții ca pe un gest de prietenie între egali. Istoricii se întreabă dacă nu cumva coroana imperială pe capul lui Boleslav ar putea însemna că împăratul l-a încoronat Duce al Poloniei. Majoritatea istoricilor moderni răspund negativ la această întrebare. Deși a fost, fără îndoială, un semn de respect al împăratului pentru domnitorul polonez, Boleslav I nu a fost numit cu adevărat rege din moment ce doar Papa avea autoritatea de a investi un prinț cu coroană și de a ridica tărâmul său la statutul de regat.
Au avut loc, de asemenea, alte discuții politice. Otto al III-lea a decis că Polonia nu va mai fi obligată să plătească tribut Imperiului. Gniezno a fost confirmat ca Arhiepiscopie și Mitropolie a Poloniei. Trei episcopii noi au fost create cu consimțământul papal. Acestea au fost plasate la Cracovia, Wrocław și Kolobrzeg. Episcopia misionară de la Poznań a fost confirmată ca subiect direct al Vaticanului. Boleslav I și moștenitorii săi au câștigat dreptul de numire al episcopilor. Este posibil ca viitoarea căsătorie a fiului său, Mieszko cu Richeza (poloneză Rycheza), nepoata lui Otto al III-lea, să fi fost, de asemenea, convenită tot în această perioadă.
Moartea prematură a lui Otto al III-lea în 1002, la doar 22 de ani, a dus la sfârșitul planurilor ambițioase de renovatio, planuri care nu au fost niciodată puse în aplicare în totalitate. Henric al II-lea, succesorul mai puțin idealist al lui Otto al III-lea și un oponent al politicilor lui Otto, a inversat cursul politicii imperiale spre est.

#### Ocupația ținuturilor Meissen, Luzația, Bautzen și interveția în Boemia (1002–1003)

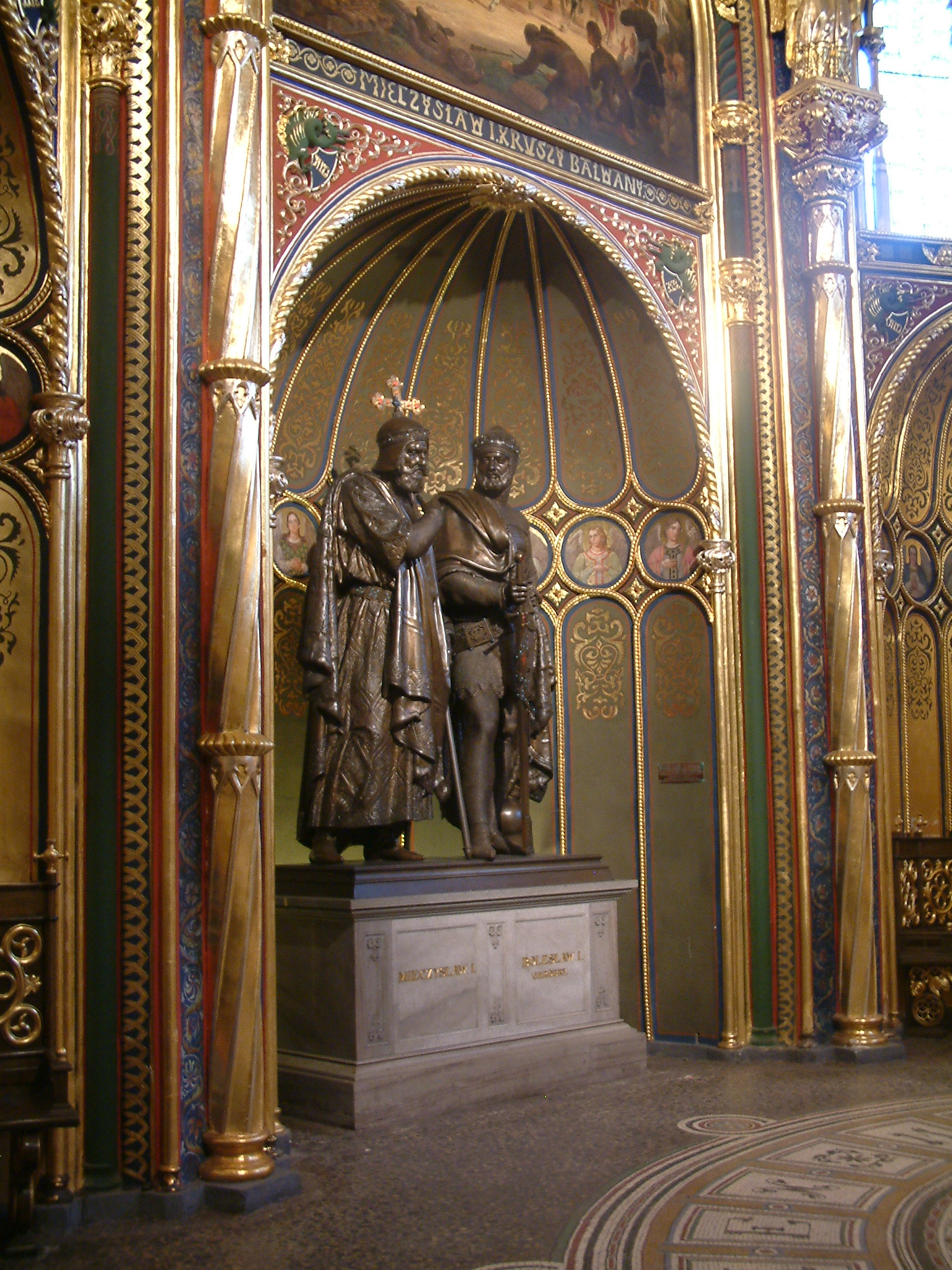
Statuile lui Boleslav I și Mieszko I realizate de sculptorul german Christian Daniel Rauch și care se găsesc în Capela de Aur de la Catedrala din Poznań

Relațiile excelente dintre Polonia și Germania din timpul domniei lui Otto III s-au deteriorat rapid după moartea sa. Boleslav I l-a susținut pe Eckard I, Margraf de Meissen pentru tronul german. Când Eckard a fost asasinat în aprilie, Boleslav I l-a susținut pe Henric al IV-lea, Duce de Bavaria pe care l-a ajutat să urce pe tronul german ca Henric al II-lea. Boleslav I a profitat de luptele interne care au avut loc după moartea împăratului și a ocupat zone importante în vestul fluviului Oder: Marca de Meissen și Marca de Luzacia, inclusiv fortărețele Budziszyn și Strzala. Boleslav a pretins că are drept ereditar asupra Mărcii Meissen ca rudă a fostului conducător, Margraful Rikdag (prin căsătorie, el fiind fostul soț al fiicei sale). Henric al II-lea a fost de acord cu câștigurile teritoriale ale lui Boleslav I și a permis ducelui polonez să păstreze Lusatia ca pe un fief. Singura excepție a fost Marca de Meissen, ne-fiindu-i permis să o păstreze. Deși în acel moment relațiile polono-germane s-au normalizat, curând, după ce Henric II a organizat o tentativa eșuată de asasinare a lui Boleslav I, relațiile dintre cele două țări au fost întrerupte.
În același an (1003) Boleslav I a intervenit în afacerile interne ale Boemiei atunci când Ducele Vladivoj a murit. Boleslav l-a ajutat pe pretendentul Boleslav III cel Roșu să obțină tronul ducatului. Mai târziu, Boleslav al III-lea și-a subminat propria poziție ordonând masacrarea nobililor săi aflați la conducere, Vršovci, la Vyšehrad. Nobilii care au supraviețuit masacrului au trimis în secret soli la Boleslav I pe care l-au rugat să vină în ajutorul lor. Ducele polonez a fost de acord și l-a invitat pe Boleslav al III-lea să-l viziteze la castelul său din Cracovia. Aici, Boleslav al III-lea a fost prins, orbit și întemnițat și probabil că a murit în captivitate, treizeci de ani mai târziu. Boleslav I, revendicând tronul ducal pentru el însuși, a invadat Boemia în 1003 și a ocupat Praga fără nici o opoziție serioasă, conducând ca Boleslav al IV-lea timp de peste un an. De asemenea, probabil că forțele poloneze au preluat controlul Moraviei și al Ungariei Superioare în 1003. Data exactă a cuceririi teritoriilor maghiare este 1003 sau 1015 și Ungaria Superioară a rămas ca parte a regatului polonez până în 1018.

#### Războiul polono-german (1002–1018)

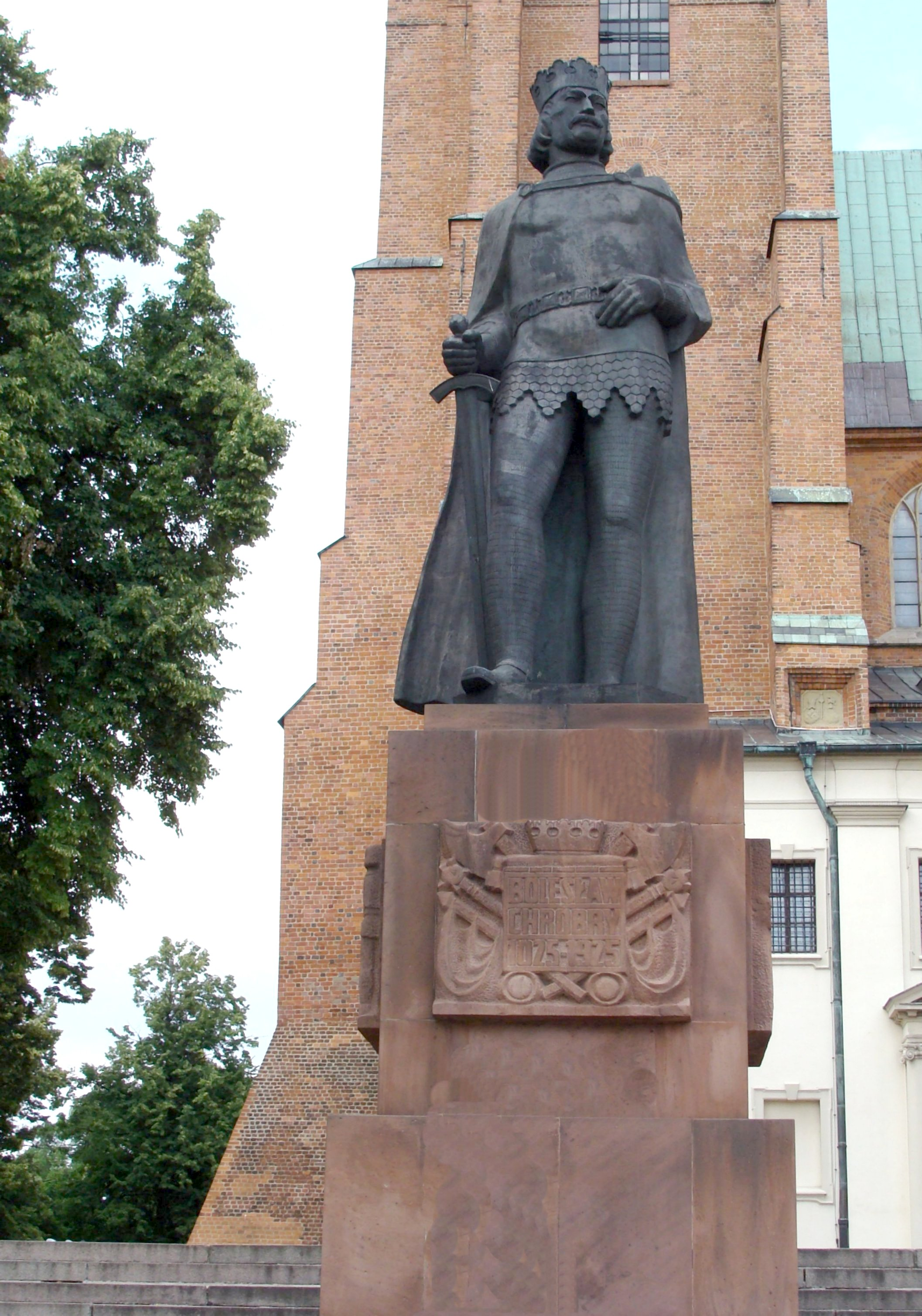
Statuia lui Boleslav I cel Viteaz la Gniezno, de Jerzy Sobocinski

După cum s-a menționat mai sus, Boleslav I a preluat controlul mărcilor Luzația și Meissen, precum și al fortărețelor Budziszyn (Bautzen) și Meissen în 1002, refuzând să plătească Imperiului tributul din partea teritoriile cucerite.
Henric al II-lea, aliat cu triburile Lutici, a răspuns cu o ofensivă un an mai târziu. Deși primul atac a fost fără succes, deja în toamna anului 1004 forțele germane l-au destituit pe Boleslav I de pe tronul Boemiei. Boleslav a reușit să păstreze Moravia și Slovacia, cu toate acestea, stăpânirea acestora a durat până în 1018. În faza următoarea a ofensivei, Henric al II-lea a recucerit Marca de Meissen și în 1005 armata sa a avansat în Polonia astfel că în orașul Poznań a fost semnat un tratat de pace. Potrivit acestui tratat Boleslav a pierdut Luzația și Meissen și probabil că a renunțat la pretențiile sale la tronul Boemiei. De asemenea, în 1005, o reacție păgână în Pomerania a răsturnat conducerea lui Boleslav și a dus la distrugerea episcopiei locale.
În 1007 Henric al II-lea a denunțat pacea de la Poznań, ceea ce a dus la un atac al lui Boleslav I asupra Arhiepiscopiei din Magdeburg, precum și re-ocuparea mărcilor de Luzația și Meissen, inclusiv orașul Bautzen. Contraofensiva germană a început trei ani mai târziu, în 1010. Acesta nu a avut nicio consecință semnificativă, excepție fiind jefuirea Sileziei. În 1012 a fost semnată o pace pe cinci ani.
Cu toate acestea, Boleslav I a încălcat pacea și încă o dată a invadat Luzația. Oamenii lui Boleslav I au prădat și au ars orașul Lubusz (Lebus). În 1013 un nou acord de pace a fost semnat la Merseburg. Ca parte a păcii Boleslav I a plătit un tribut lui Henric al II-lea, dar în schimb a primit mărcile de Luzația și Meissen ca fiefuri. De asemenea, fiul său Mieszko s-a căsătorit cu Richeza de Lotharingia, fiica contelui palatin Ezzo de Lotharingia și nepoata împăratului Otto al II-lea.
În 1014, Boleslav I l-a trimis pe fiul său Mieszko în Boemia, cu scopul de a forma o alianță cu ducele Oldrich împotriva împăratului Henric al II-lea. Boleslav I a refuzat de asemenea să-l ajute militar pe împărat în expediția sa din Italia. Acest lucru a dus la o intervenție imperială în Polonia și astfel, în 1015, a izbucnit războiul din nou. Războiul a început bine pentru împărat care a învins forțele poloneze de la Ciani. Odată ce forțele imperiale au trecut râul Oder, Boleslav I a trimis un detașament de cavaleri de Moravia într-un atac de diversiune împotriva mărcilor răsăritene ale imperiului. Curând după aceea armata imperială s-a retras din Polonia, fără niciun câștig permanent. Apoi forțele lui Boleslav I au preluat inițiativa. Margraful de Meissen, Gero al II-lea, a fost învins și ucis în timpul unui conflict cu forțele poloneze la finele anului 1015.
Tot spre sfârșitul acestui an, fiul său Mieszko este trimis să jefuiască Meissen. Cu toate acestea, încercarea sa de a cuceri orașul a fost o nereușită. În 1017 Boleslav l-a învins pe Margraful Henric al V-lea al Bavariei. În 1017, cu sprijinul cehilor și al slavilor polabi (pe care germanii îi numeau Wenden), Henric al II-lea a invadat încă odată Polonia, tot cu rezultate nesemnificative. A asediat cetățile Głogów și Niemcza, dar nu a putut să le cucerească. Profitând de implicarea trupelor cehe, Boleslav I i-a ordonat fiului său să invadeze Boemia, unde Mieszko a întâlnit o rezistență foarte slabă. La 30 ianuarie 1018, este semnată Pacea de la Bautzen (prin care s-a recunoscut că Boleslav este câștigătorul războiului). Conducătorul polonez a fost în stare să păstreze Mărcile de Luzația și Meissen nu ca fiefuri, ci ca parte a teritoriului polonez. Boleslav a primit, de asemenea, ajutor militar în expediția sa împotriva Rusiei Kievene. De asemenea, Boleslav I (pe atunci văduv) a întărit legăturile sale dinastice cu nobilimea germană prin căsătoria sa cu Oda, fiica Margrafului Eckard I de Meissen. Nunta a avut loc patru zile mai târziu, la data de 3 februarie, în castelul (germană Burg) din Cziczani (sau Sciciani, în locul unde se găsește astăzi Groß-Seitschen sau Zützen).

#### Intervenție în succesiunea kieveană (1015–1019)

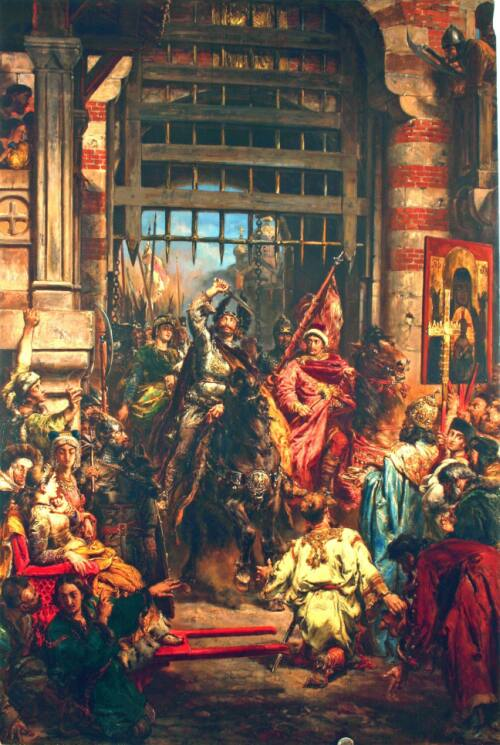
Boleslav I cel Viteaz intră în Kiev-ul cucerit. Pictură de Jan Matejko

Boleslav I a organizat prima sa expediție împotriva vecinului de la răsărit în 1015, dar confruntări decisive au avut loc în 1018, după ce s-a semnat pacea de la Budziszyn. La cererea ginerelui său Sviatopolk I al Kievului, ducele polonez a invadat Rusia Kieveană, cu o armată de cca. 2.000-5.000 de războinici polonezi, alături de (posibil) 1000 de pecenegii, 300 de cavaleri germani și 500 de mercenari unguri. După ce a adunat aceste forțe de-a lungul lunii iunie, Boleslav I și-a condus trupele spre frontieră în iulie. La 23 iulie, pe malul râului Bug (Rutenia Roșie), în apropiere de Wielen, el a învins forțele lui Iaroslav I cel Înțelept, prințul Kievului, în ceea ce avea să se numească drept Bătălia de la râul Bug. Toate sursele primare susțin că prințul polonez a fost victorios în această luptă. Iaroslav s-a retras spre nord la Novgorod, mai degrabă decât la Kiev. Victoria a deschis drumul spre Kiev, deja aflat sub hărțuirea aliaților săi, pecenegii. Orașul, care suferea în urma incendiilor provocate de asediul pecenegilor, s-a predat la 14 august la vederea grosului oștilor poloneze. Armata care a intrat în oraș, condusă de Boleslav I, a fost salutată ceremonial de arhiepiscopul local și familia lui Vladimir I al Kievului. Este posibil ca trupele lui Boleslav I să nu fi stat în Kiev mai mult de șase luni (vezi Expediția din Kiev (1018)), fiind nevoite să se întoarcă datorită revoltei populare păgâne din Polonia. Conform unor legende populare Boleslav I și-a crestat sabia (Szczerbiec) lovind Poarta de Aur din Kiev. În timpul acestei campanii Polonia a reanexat Cetățile Roșii, ceea ce avea să se numească mai târziu Rutenia Roșie, regiunea fiind pierdută de tatăl lui Boleslav I în 981.
În 1015 Boleslav I a trimis un detașament de călăreți polonezi pentru a-l ajuta pe nepotul său Knut cel Mare, fiul surorii sale Swietoslawa, în cucerirea Angliei.

#### Încoronare și deces (1025)

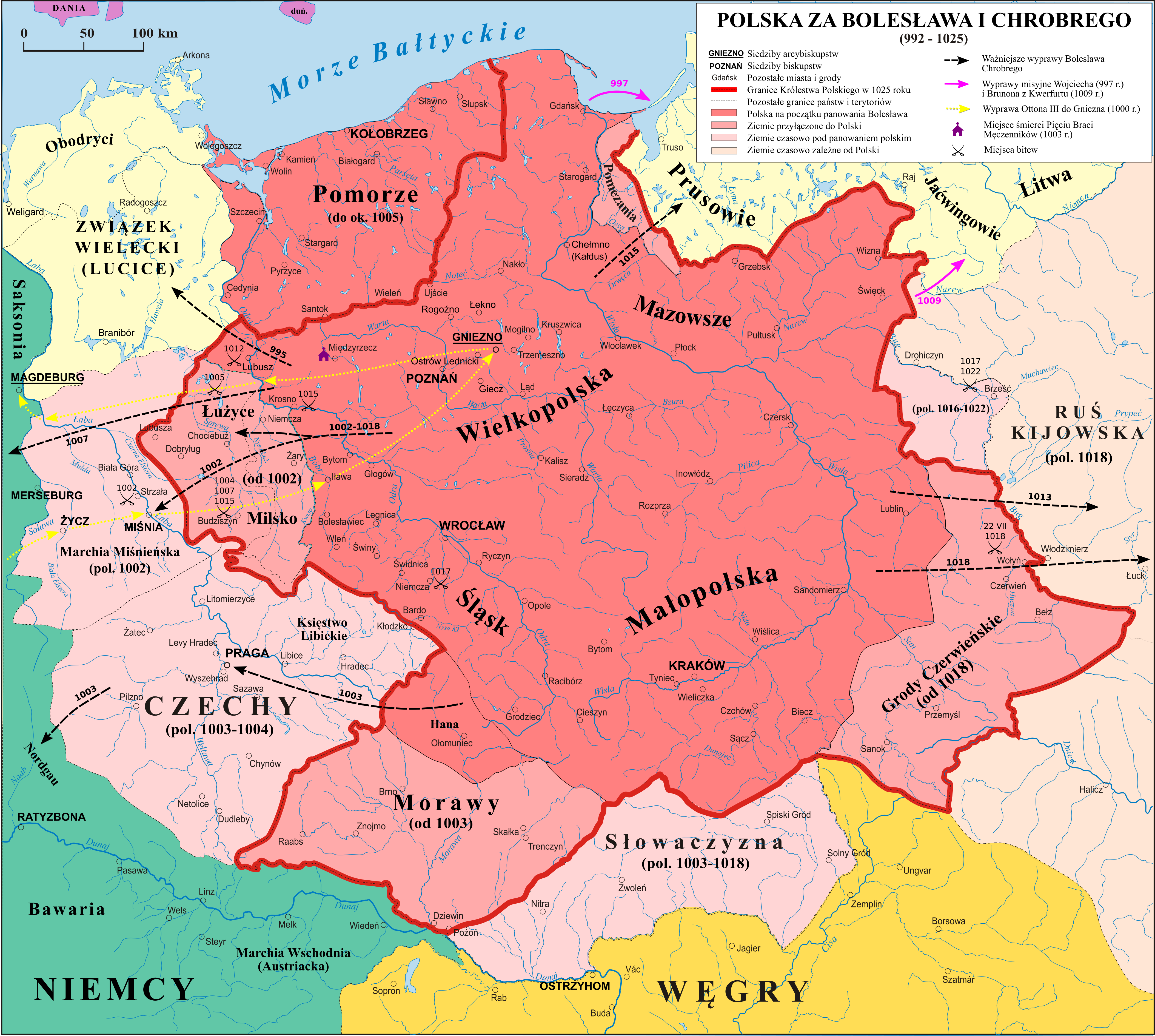
Polonia la sfârșitul domniei lui Boleslav I.

După moartea lui Henric în 1024, Boleslav I a profitat de interregnul Sfântului Imperiu Roman și s-a încoronat ca rege în 1025, ridicând astfel Polonia la rangul de regat înainte de vecina sa Boemia. El a fost primul rege polonez (rex), predecesorii săi fiind considerați toți drept duci (dux) de către Sfântul Imperiu Roman și de către papalitate. Boleslav I a murit la puțin timp după această încoronare, cel mai probabil din cauza unei boli.
Nu se știe exact locul de înmormântare al lui Boleslav. Se crede că rămășițele descoperite recent într-un mormânt dublu din catedrala Poznań ar aparține lui Boleslav și tatălui acestuia Mieszko. Fiul lui Boleslav I, Mieszko al II-lea, a fost încoronat rege imediat după ce tatăl său a murit în Poznań.

## Moștenire

### Putere militară

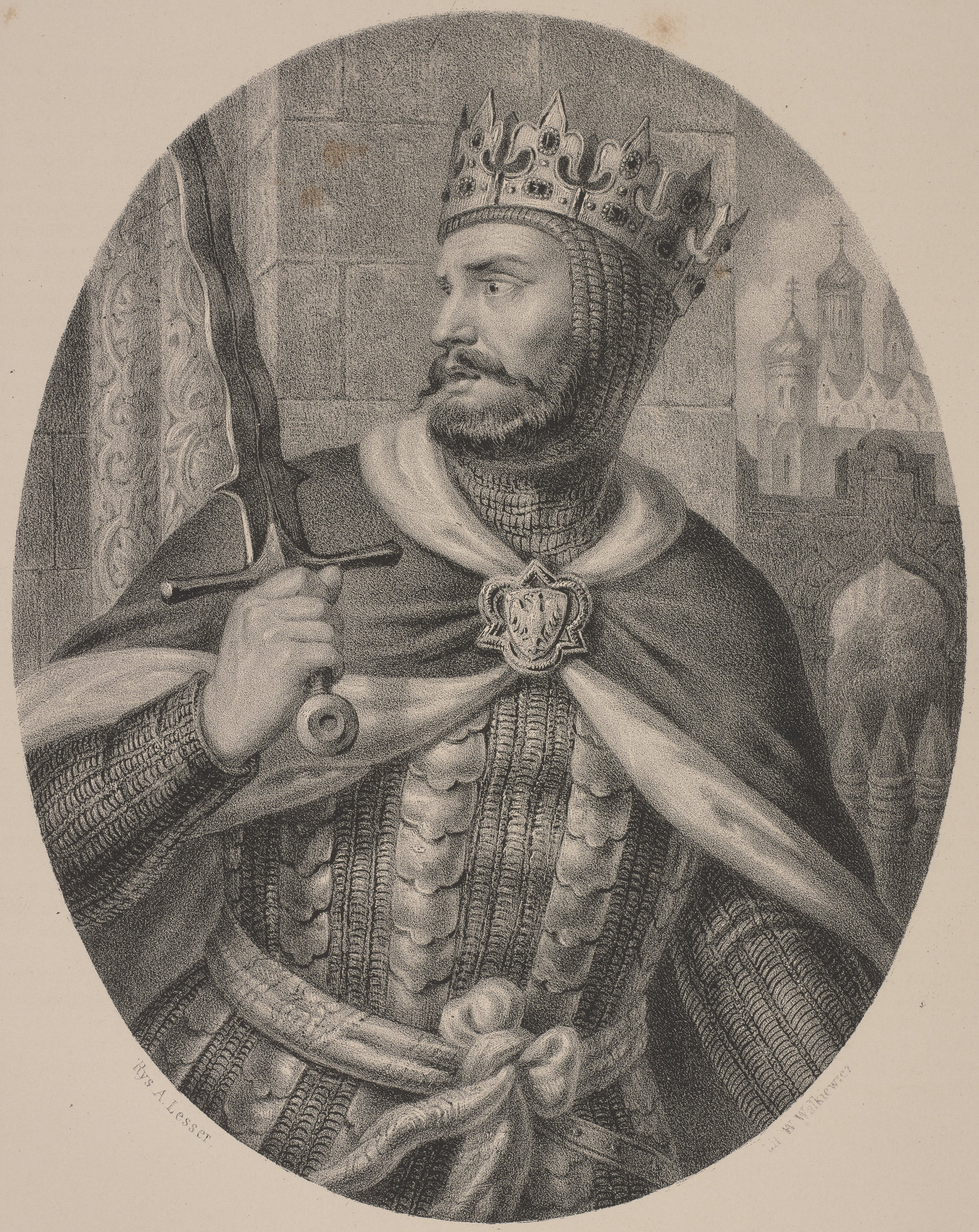
Boleslav I cel Viteaz, Pictură de Aleksander Lesser.

În momentul morții sale, Boleslav I a lăsat o Polonie mai mare decât cea pe care a moștenit-o de la tatăl său: el a adăugat la domeniile sale mărcile îndelung contestate, Marca de Luzația și Marca de Meissen Sorabiană, precum și Rutenia Roșie și, eventual, Polonia Mică. În acel moment, Polonia era fără îndoială o putere considerabilă din punct de vedere militar din moment ce Boleslav a fost în stare să ducă campanii de succes, atât împotriva Sfântului Imperiu Roman cât și împotriva Rusiei Kievene. Pe de altă parte, trebuie subliniat faptul că lupta îndelungată împotriva Germaniei a permis Pomeraniei Occidentale să-și obțină independența față de protecția poloneză. O altă latură negativă a domniei lui Boleslav I este aceea că îndelungatele campanii militare au avut o influență dăunătoare asupra economiei regatului polonez. Cu trecerea anilor, Boleslav a avut nevoie de sume din ce în ce mai mari pentru a-și finanța războaiele, mai ales atunci când lupta se ducea pe două fronturi, atât în Germania cât și în Rusia Kieveană. Războiul neîncetat a dus la taxe din ce în ce mai mari asupra supușilor săi, ceea ce a dus la sentimente negative, resentimente care au crescut de-a lungul domniei sale și care au dus la izbucnirea unei revolte populare păgâne la scurt timp după moartea sa.

### Economie
Boleslav I a fost un administrator talentat și organizat. A fost în mare parte responsabil pentru punerea în aplicare în totalitate a "legii principilor" de-a lungul ținuturilor poloneze. Legea principilor a dus la crearea unui fel de economie naționalizată, controlată de stat, al cărei unic scop era de a finanța nevoile de cheltuieli ale domnitorului. Aceste nevoi erau considerabile, din moment ce ducele era responsabil pentru tot felul de proiecte de construcție. Fundația legii a dus la o rețea de orașe fortificate numite grody, dar domnitorul se ocupa, de asemenea, de construirea bisericilor, a mănăstirilor, a drumurilor, a podurilor etc, mai pe scurt de dezvoltarea unei infrastructuri. Proiectele de construcție au fost finanțate prin colectarea impozitelor în bani sau bunuri. De asemenea, țăranii erau necesari la producerea diferitelor bunuri și servicii cum ar fi cele de comunicații, vânătoare, militare sau altele. Pentru producerea bunurilor necesare Boleslav I a organizat o rețea de localități care erau fiecare specializate în producția a aproximativ 30 de produse diferite, cum ar fi: butoaie, arcuri, diferite obiecte din metal, sulițe, precum și localități care se ocupau cu zootehnia, adică creșteau porcine, bovine, cai etc. Sute de sate au fost astfel specializate și denumite în așa fel încât să sugereze cu ce se ocupă fiecare. În perioada contemporană mai există încă zeci de așezări în Polonia cu nume rămase din acea vreme, cum ar fi: Szewce (cizmar), Kuchary sau Kobylniki. Acest sistem a funcționat suficient de bine pentru a sprijini domnia de 33 de ani a lui Boleslav I.

### Politică
Creșterea puterii interne și externe a Poloniei a fost de o importanță capitală pentru Boleslav I, în special în fața creșterii presiunii din partea magnaților. Magnații cereau să participe mai mult la administrarea țării în timp ce Boleslav căuta să întărească autoritatea centrală a domnitorului. Încoronarea lui Boleslav I cândva în anul 1025 a avut ca scop consolidarea poziției sale de conducător. Se poate spune că, în general, a avut loc o integrare totală a țării în timpul domniei lui.
Boleslav I a fost în stare să stabilească o structură independentă a bisericii poloneze, cu o Mitropolie la Gniezno, cu aprobarea Papei și a Sfântului Imperiu Roman. Activitățile sale au pus temelia pentru utilizarea denumirii "Polonia" tuturor regiunilor domeniului său; de asemenea au dus la folosirea unui simbol care să reprezinte autoritatea supremă a domnitorului. Simbolul a fost un semn al clasei sale cavalerești de Gniezno: vulturul alb.

## Căsătorii și copii
Prima căsătorie: 984–985
O fiică necunoscută a lui Rikdag, Margraf de Meissen, probabil numită Hunilda sau Oda. După moartea lui Rikdag în 985, ea a fost repudiată de către soțul ei și trimisă departe. 
Copii:
1. O fiică (n. cca. 985 – d. după 997), căsătorită în cca. 996/97 cu un prinț neidentificat de Pomerania.[26]

A doua căsătorie: 986 – 987/89
O prințesă necunoscută maghiară despre care se credea înainte că ar fi fost Judith, fiica lui Géza, Mare Duce al Ungariei. După 987, ca urmare a deteriorării relațiilor politice dintre Polonia și Ungaria, ea a fost repudiată.
Copii:
1. Bezprym (n. cca. 986 – d. 1032).

A treia căsătorie: 987/89 – 1013
Emnilda, fiica lui Dobromir, prinț de Luzacia.
Copii:
1. O fiică (n. 988 – d. după 1013), călugărită.
2. Regelinda (n. 989 – d. 21 martie după 1014), căsătorită la 30 aprilie 1002 cu Herman I, Margraf de Meissen.
3. Mieszko II Lambert (n. 990 – d. 10/11 May 1034).
4. O fiică (n. cca. 991 – d. după 14 august 1018), căsătorită înainte de 15 iulie 1015 cu Sviatopolk I, Mare Prinț al Kievului.
5. Otto (n. 1000 – d. 1033).

A patra căsătorie: 1018–1025
Oda (n. cca. 996 – d. după 1025), fiica lui Eckard I, Margraf de Meissen.
Copii:
1. Matilda (n. după 1018 – d. după 1036), logodită (sau căsătorită) la 18 mai 1035 cu Otto de Schweinfurt, după 1048 Ducele Otto al III-lea de Suabia.